# 애그니스 무어헤드
애그니스 로버트슨 무어헤드(영어: Agnes Robertson Moorehead, 1900년 12월 6일 ~ 1974년 4월 30일)는 20세기 라디오, 연극, 영화 다방면에서 활동한 미국의 배우이다.
목사의 딸로 태어난 애그니스 무어헤드는 뉴욕 극예술아카데미를 졸업하였다. 웰스의 《시민 케인》(1941)으로 데뷔하였으며 이후 웰스 감독의 눈에 들어 《공포 속의 여행》(1943), 《제인 에어》(1944), 《파킹턴 부인》(1944), 《조니 벌린다》(1948), 《허쉬 허쉬 스윗 샤롯》(1964)에 이르기까지 탄탄한 연기를 선보였다. 아카데미 여우조연상 후보에 꾸준히 이름은 올렸으나 상복은 없었다. 그러다 결국 말년에 영화가 아닌 TV 드라마 《아내는 요술쟁이》(1961-74)에서 마녀 엔도라 역을 맡아 유명세를 얻었다. 1974년 암으로 사망하였다.

## 영화
- 시민 케인
- 위대한 앰버슨가 (영화)
- 님은 가시고 (1944년 영화)
- 다크 패시지
- 조니 벨린다
- 14시간
- 순정에 맺은 사랑
- 정복자 (1956년 영화)
- 서부 개척사
- 허쉬...허쉬, 스윗 샬롯
- 샬롯의 거미줄 (1973년 영화)

## 텔레비전
- 아내는 요술쟁이
- 조지 암스트롱 커스터
- 제6지대

## 참고 자료
- 애그니스 무어헤드 - 두산세계대백과사전